# Дробязгин, Сергей Аркадьевич
Сергей Аркадьевич Дробязгин (2 [14] июля 1868, Таврическая губерния — 9 [22] сентября 1917, Ялта, Таврическая губерния) — российский военнослужащий, генерал-майор, потомственный дворянин.

## Биография
Родился 2 июля 1868 года в Таврической губернии в семье потомственных дворян.
Общее образование получил в Николаевском кадетском корпусе в Санкт-Петербурге и 1 октября 1887 года поступил на военную службу.
Окончил Николаевское кавалерийское училище и направлен на службу в 36-й драгунский Ахтырский полк, а затем переведен в Уланский Её Величества лейб-гвардии полк. 10 августа 1889 года присвоено звание корнета. 9 августа 1893 года — поручик, 6 декабря 1896 года — штабс-ротмистр, 6 декабря 1900 года — ротмистр. Командовал эскадроном 6 лет и 2 месяца. 6 декабря 1907 года присвоено звание полковника. На 1 января 1908 года в том же чине и должности.
С 9 октября 1912 по 14 января 1916 годов был командиром Крымского конного полка. Участвовал в Первой мировой войне.
Высочайшим приказом 8 января 1916 года был произведён в генерал-майоры (старшинство с 12 июня 1915 года).
С 14 января 1916 по 30 апреля 1917 года командир 2-й бригады (Чеченский и Татарский конные полки) Кавказской туземной конной дивизии.
30 мая 1917 года переведён в резерв чинов при штабе Киевского военного округа.
Скончался 9 сентября 1917 года в Ялте от рака поджелудочной железы и печени. Похоронен на Аутском кладбище.

## Семья
- Отец — Аркадий Осипович Дробязгин, дворянин, служил с 1839 года в по ведомству министерства финансов, был председателем самарской Казённой палаты; действительный статский советник (1872), Харьковский губернатор, предводитель дворянства.
- Мать (урождённая Акимова), была старшей сестрой председателя Государственного Совета Михаила Акимова.
- Брат — Леонид Аркадьевич (1855—1924), капитан 1-го ранга в монашестве Николай.
- Брат — Владимир Аркадьевич (30.3.1870 — †21.2.1903), выпускник Императорского училища правоведения (1892[8]), коллежский советник; помощник юрисконсульта Главного управления неокладных сборов Министерства финансов. Похоронен на кладбище Кокад (№ 640), в Ницце.

## Награды
- 1906 — орден Св. Анны III ст.

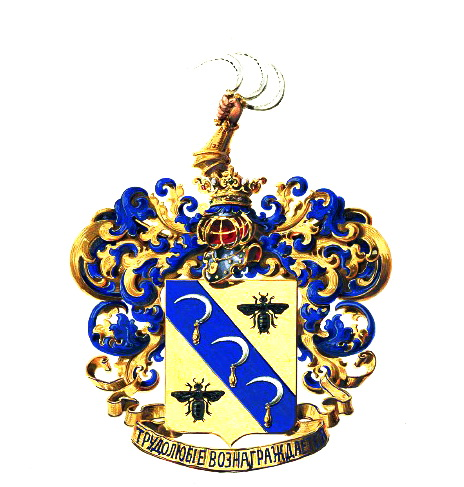
Герб рода Аркадия Дробязгина внесен в Часть 14 Общего гербовника дворянских родов Всероссийской империи, стр. 81

- 1909 — орден Св. Станислава II ст.
- 1913 — орден Св. Анны II ст. (ВП 03.02.1914; с 06.12.1913)
- 1915 — орден Св. Владимира IV ст. с мечами и бантом (ВП 01.1915)
- 1915 — орден Св. Владимира III ст. с мечами (ВП 10.10.1915).